# Richard Hoffmann (Übersetzer)
Richard Hoffmann (* 15. Mai 1892 in Wien; † 10. August 1961 ebenda) war ein österreichischer Literaturübersetzer, Schriftsteller und Kulturredakteur. 
Hoffmann schloss nach seiner Ausmusterung als Oberleutnant der Reserve 1919 sein Studium der Rechtswissenschaft an der Universität Wien mit einer Promotion ab. Anschließend war er bis 1927 im diplomatischen Dienst angestellt und danach als freier Schriftsteller und Übersetzer tätig. Übersetzerisch arbeitete er seit 1924 fast ausschließlich für den Wiener Paul Zsolnay Verlag und war praktisch seit der Verlagsgründung Stammübersetzer des Hauses. Er übersetzte hauptsächlich englische, anfänglich aber auch in erheblichem Umfang russische Literatur sowie gelegentlich italienische, französische, lateinische und spanische Werke, darunter Autoren wie A. J. Cronin, Pearl S. Buck, Valentin Katajew, Leonid Leonow, Anton Tschechow und Fjodor Dostojewski.
Ab 1945 war er Redakteur des Neuen Österreichs und freier Mitarbeiter und Theaterkritiker der Österreichischen Zeitung, ab 1946 auch Mitglied der Redaktion. 1955 wechselte er in die Redaktion von Sowjetunion heute.

## Übersetzungen
- Maurice Baring: Die Verzauberte. Roman. Zsolnay, Berlin/Wien 1924.
- Anton Tschechow: Die Tragödie auf der Jagd. Roman. Zsolnay, Berlin/Wien/Leipzig 1925.
- Anton Tschechow: Der schwarze Mönch. Novellen. Zsolnay, Berlin 1926.
- Anton Tschechow: Anjuta. Novellen.  Zsolnay, Berlin 1928.
- Valentin Kataev: Die Defraudanten. Roman. Zsolnay, Berlin 1928.
- Theodore Dreiser: Sowjet-Russland.  Zsolnay, Berlin 1929.
- Joan Lowell: Miss Lowell als Matrose unter Matrosen. Der Roman einer Jugend auf hoher See. Zsolnay, Berlin/Wien 1929.
- Ahmed Abdullah, Faith Baldwin: Broadway Sensation. Roman aus der New Yorker Theaterwelt. Zsolnay, Berlin 1930.
- Leonid M. Leonov: Aufbau. Roman aus Sowjetrußland. Zsolnay, Berlin/Wien 1930.
- John Cowper Powys: Wolf Solent. Roman. Zsolnay, Berlin 1930.
- Archibald J. Cronin: Der Tyrann. Der Roman eines Vaters. Zsolnay, Berlin/Wien 1932.
- Iliá Ilf et al.: Ein Millionär in Sowjetrussland. Roman. Zsolnay, Berlin 1932.
- Pearl S. Buck: Söhne. Roman. Zsolnay, Hamburg/Wien 1933.
- Archibald Joseph Cronin: Drei Lieben. Zsolnay, Berlin/Wien 1933.
- Pearl S. Buck: Ostwind – Westwind. Roman. Zsolnay, Wien 1934.
- Pearl S. Buck: Die Mutter. Roman. Zsolnay, Berlin/Wien/Leipzig 1934.
- Archibald Joseph Cronin: Die Sterne blicken herab. Roman. Zsolnay, Berlin/Wien 1935.
- Joan Lowell: Ich spucke gegen den Wind. Zsolnay, Berlin/Wien 1935.
- Paola Masino: Spiele am Abgrund. Ein Kinderroman. Zsolnay, Berlin/Wien 1935.
- Juliet Bredon: Hundert Altäre. Roman. Zsolnay, Berlin/Wien 1936.
- Pearl S. Buck: Die Frau des Missionars. Roman. Zsolnay, Berlin/Wien 1936.
- Allen Roy Evans: Der Zug der Renntiere. Zsolnay, Berlin/Wien 1936.
- Carl Fallas: Das hölzerne Kissen. Zsolnay, Berlin/Wien 1936.
- Carl Crow: Vierhundert Millionen Kunden. Zsolnay, Berlin/Wien  1937.
- Daniel Henderson: Maria Tudor. Zsolnay, Berlin/Wien/Leipzig 1937.
- John Hodgdon Bradley: Autobiographie der Erde. Zsolnay, Berlin/Wien 1938.
- Laurence Walter Meynell: Der Autobus fährt ins Dorf. Roman. Zsolnay, Berlin 1938.
- Archibald J. Cronin: Die Zitadelle. Roman. Zsolnay, Berlin 1939.
- Tommaso Gallarati Scotti: Dante. Zsolnay, Berlin 1939.
- Kathleen Strange: Auf einer Farm im Westen. Der Weg einer tapferen Frau. Zsolnay, Berlin/Wien 1939.
- Nino Bussoli: Auf Pelztierjagd im Eismeer. Ein Erlebnisbuch. Zsolnay, Berlin 1940.
- Dino Buzzati: Im vergessenen Fort. Bischoff, Berlin/Wien/Leipzig 1942.
- Manuel Gálvez: López. Ein Roman aus der Geschichte Paraguays. Zsolnay, Berlin/Wien 1946.
- Archibald J. Cronin: Das Haus der Schwäne. Roman. Zsolnay, Wien 1948.
- Archibald J. Cronin: Der spanische Gärtner. Roman. Zsolnay, Wien 1951.